# Ronan O'Mahony

a Compétitions nationales et continentales officielles uniquement.

b Matchs officiels uniquement.
Dernière mise à jour le 19 août 2022.
Ronan O'Mahony est un joueur irlandais de rugby à XV évoluant principalement au poste d'ailier avec l'équipe du Munster entre 2013 et 2019.

## Biographie
Ronan O'Mahony est né le 28 mai 1989 dans la ville de Limerick, dans la province irlandaise du Munster. Il est le frère cadet de Barry O'Mahony qui a également joué avec le Munster entre 2013 et 2015 au poste de troisième ligne aile.

## Carrière
En 2009, Ronan O'Mahony est sélectionné avec l'équipe d'Irlande de rugby à XV des moins de 20 ans, avec qui il dispute le Tournoi des Six Nations et le championnat du monde junior. Il joue un total de six matches et inscrit un essai.
Ronan O'Mahony fait partie du club de rugby de Limerick du Garryowen FC. Il fait ses débuts avec l'équipe A du Munster en 2009 lors de la première édition de la British and Irish Cup contre Bristol. Il rentre à la place de Simon Zebo et inscrit un essai, permettant ainsi à son équipe de s'imposer. Il remporte la compétition en 2012 en battant en finale les gallois des Cross Keys RFC.
Il s'engage ensuite avec un contrat espoir, en 2013, avec l'équipe professionnelle du Munster, avec qui il fait ses débuts en Pro12 le 19 avril 2013 lors d'un match face au Newport Gwent Dragons, match durant lequel il inscrit son premier essaimant la compétition. Il signe son premier contrat professionnel en février 2015 pour une durée de deux saisons.

## Palmarès
- British and Irish Cup 2012